# Barra Funda (distretto di San Paolo)
Barra Funda è un distretto (distrito) della zona occidentale di San Paolo in Brasile, situato nella subprefettura Lapa. 

## Descrizione
Il distretto ospita il Terminal Barra Funda, il Memorial America Latina, lo stadio Allianz Parque del Palmeiras, i centri di allenamento del Palmeiras e del São Paulo F.C., edifici commerciali come PricewaterhouseCoopers e gli studi di RecordTV.
Situata in un'area alluvionale a sud del fiume Tietê, attraversata fin dal XIX secolo da due ferrovie (Santos-Jundiaí e Sorocabana), è stata per molti anni una zona industriale. Oggi è diventata un'area abitata dalla classe media e con piccoli uffici.